# Когел
Когел (њем. Kogel) општина је у њемачкој савезној држави Мекленбург-Западна Померанија. Једно је од 89 општинских средишта округа Лудвигслуст. Према процјени из 2010. у општини је живјело 592 становника. Посједује регионалну шифру (AGS) 13054056.

## Географски и демографски подаци
Когел се налази у савезној држави Мекленбург-Западна Померанија у округу Лудвигслуст. Општина се налази на надморској висини од 30 метара. Површина општине износи 29,9 km². У самом мјесту је, према процјени из 2010. године, живјело 592 становника. Просјечна густина становништва износи 20 становника/km².